# Natalya Voronina
Natalya Sergueïevna Voronina (russe : Наталья Сергеевна Воронина) est une patineuse de vitesse russe, née le 21 octobre 1994 à Nijni Novgorod.

## Palmarès

### Jeux olympiques d'hiver
| Épreuve / Édition   | 500 mètres | 1 000 mètres | 1 500 mètres | 3 000 mètres | 5 000 mètres                        | Mass start | Poursuite par équipes |
| JO 2018 Pyeongchang | —          | —            | —            | —            | Médaille de bronze, Jeux olympiques | —          | —                     |

Légende :
- : première place, médaille d'or
- : deuxième place, médaille d'argent
- : troisième place, médaille de bronze
- : pas d'épreuve
- — : Non disputée par le patineur
- DSQ : disqualifiée